# 梅卡尼克斯堡 (印地安納州布恩縣)
梅卡尼克斯堡（英語：Mechanicsburg）是位於美國印地安納州布恩縣的一個非建制地區。該地的面積和人口皆未知。

## 地理
梅卡尼克斯堡的座標為40°09′35″N 86°28′52″W / 40.15972°N 86.48111°W，而該地的平均海拔高度為269米（即883英尺）。